# Psalmer i Förbundstoner (1957)
Lista över psalmer i Förbundstoner 1957. 

## Guds härlighet och trofasthet
Tillbedjan och lov
```
1 
2 
3 
4 
Allena Gud i himmelrik

5 
Loven Gud med glädjesång

6 
Högtlovat vare Jesu namn
 
7 
Jublen, I rättfärdige

8 
Höga Majestät, vi alla 
 
 
→
 
Text
 
 
→
 
Noter
 
→
 
Musik
```

Skapelsen och försynen
```
9 
Upp, alla verk, som Gud har gjort

10 
O store Gud, när jag den värld beskådar

11 
Härlig är jorden, härlig är Guds himmel
```

Guds trofasthet
```
12 
Jag kan icke räkna dem alla

13 
Gud är trofast, o min själ

14 
Gud är trofast, vare det din borgen

15 
Jag lyfter mina ögon upp till bergen

16 
Jag lyfter mina händer upp till Guds berg och hus

17 
Han är min Gud, "den gamle utav dagar"

18 
Gud är trofast, står det skrivet

19 
Du ömma fadershjärta
```

## Guds uppenbarelse i Kristus
Guds och Kristi kärlek
```
20 
Jublen, I himlar

21 
O det finns ingen vän lik Jesus

22 
Så älskade Gud världen all

23 
Kärlek från vår Gud flödar till oss ut

24 
Underbar kärlek så stor

25 
Gud mig älskat har

26 
Kärlek så varm från Jesu öppna sida

27 
Guds kärleksflod så full av frid

28 
Nere i dalen bland doftande liljor

29 
Gudakärlek utan like

30 
Lär mig förstå din kärlek

31 
Tränger i dolda djupen ner
```

Advent
```
32 
Hosianna, Davids Son

33 
Bereden väg för Herran

34 
Det susar genom livets strid
 
Mall:T=C

35 
Gläd dig, du Kristi brud

36 
Jesus från Nasaret går här fram

37 
Gå, Sion, din konung att möta
 
Mall:T=C

38 
Lys, du morgonstjärna klara
```

Jesu födelse
```
39 
O du saliga, o du heliga

40 
Det är en ros utsprungen

41 
Härlig den natten

42 
När juldagsmorgon glimmar

43 
Var hälsad, sköna morgonstund

44 
Stilla natt, heliga natt

45 
Nu segrar alla trognas hopp

46 
Betlehemsstjärnan vinkar

47 Var hälsad, sköna morgonstund
48 Se, natten flyr för dagens fröjd 
49 Nu segrar alla trognas hopp
50 O Jesus Krist, som mandom tog
51 Välkommen var, o Herre kär
52 Hur ljuvligt klingar Jesu namn
53 O underbara namn, som av Profeter bådat är
```

Jesu namn
```
54 
Hur ljuvligt klingar Jesu namn

55 
Tag det namnet Jesus med dig

56 
Se, Jesus är ett tröstrikt namn

57 
O Jesus, ditt namn är ett fäste i nöden

58 
Jesus, det renaste

59 
O Jesus, hur ljuvt är ditt namn

60 
Jesus, Jesus, o det ordet

61 
Hur ljuvt det namnet Jesus är

62 
Namnet Jesus vill jag sjunga

63 
Skönaste namn, som är nämnt på vår jord

64 
Jag vet ett namn så dyrt och kärt
```

Jesu person och verk
```
65 
Jag har en vän, som älskar mig

66 
Om jag ägde allt men icke Jesus

67 
O Jesus kär, tillbedjande jag höjer

68 
Jesus är min sång

69 
Jesus är min vän den bäste

70 
O min Jesus, du aldrig kan glömma

71 
O jag har en vän, som älskar mig

72 
Jag har en vän i Jesus

73 
Jag har hört om Herren Jesus

74 
Nu är försoningsdagen

75 
Är det sant, att Jesus är min broder

76 
Den store läkaren är här

77 
Jag har i himlen en vän så god

78 
En Frälsare härlig jag äger

79 
Min sång skall bli om Jesus

80 
Låt mig få höra om Jesus

81 
Ingen lik Jesus i lust och smärta

82 
O att läsa om min Jesu kärleks höjd

83 
I Jesus finns frälsning för syndare alla

84 
O kom, låt oss sjunga om Jesus

85 
Jesus allena mitt hjärta skall äga

86 
Jesus, när tanken till dig går

87 
Ej silver, ej guld har förvärvat mig frälsning
```

Jesu lidande och död
```
88 
Den stunden i Getsemane

89 
Från örtagården leder till Golgata en stig

90 
Min blodige konung på korsträdets stam

91 
Han på korset, han allena

92 
Se, mängden mot Golgata skrider

93 
Du bar ditt kors, o Jesu mild

94 
Svinga dig, min ande, opp

95 
Kommen bröder, vi nu tåga

96 
Tätt vid korset, Jesus kär

97 
Jag vill sjunga om min Jesus

98 
Ut ifrån mig själv och världen

99 
O säg, är han dig vorden kär

100 
O salighet, o gåtfullhet

101 
Kristi kors, vad smärta utan like

102 
Om min Frälsares kärlek jag hört

103 
Då jag ser min Jesus blöda

104 
Vad är han för ditt hjärta

105 
Du går, Guds Lamm, du milda

106 
Guds rena lamm, oskyldig

107 
Jesus för världen givit sitt liv

108 
Det är en som har dött i stället för mig

109 
Ack, göt min Frälsare sitt blod

110 
Jag gav mitt liv i döden

111 
På en avlägsen höjd

112 
På Golgata min Jesus tog

113 
Kärlek, ren som solen

114 
Sjung om Guds rika kärlek

115 
Se, Jesus, burit all vår synd

116 
Vilken underbar Frälsare har jag

117 
Vi äro köpta och återlösta
```

Jesu uppståndelse
```
118 Öppna, o Herre, mitt öra
119 Helge Ande, ljuva, du Guds milda duva
120 Herre, du som Anden fordom
121 Kom Helge Ande, Herre god
122 O Helge ande, sanner Gud 
123 Kom Helge Ande, till mig in
124 Helige Ande, sanningens Ande
125 Ack, dyrköpta människa
126 Hör, syndare, ack hör
127 Dyra själ, som fjärran skyndar
128 Herren står vid hjärtats dörr
129 Irrande barn, kom igen
130 Ingen hinner fram till den eviga ron
```

Jesu himmelsfärd
```
131 Lyssna, själ, hör hur det klappar
132 O, hur armt är ej det hjärta
133 Uti främlingslandet
134 O, öppna ditt hjärta för Herren
135 Under hyllningssånger höga
```

## Den helige Ande och hans verk
```
136 O mänska, du som i synden drömmer
137 O, förhärda ej ditt hjärta
138 O mänska, säg, vill du dig ej begiva
139 Är det intet för dig, att din Frälsare dog
140 O människa, som i de tanklösas led framhärdar
141 Låt trädet stå ännu ett år
142 Jag såg en stjärna falla
143 Någon skall gå genom himlens port
144 Vad gäller resan, min broder
145 Vem står där så gammal vid hemmets port
146 Se, de komma, stora skaror
147 Kommen till mig, hörs Jesu milda röst
148 Jesus syndare undfår
149 Kom, kvalda själ, till korset fram
150 Själ, i stormens brus
151 O själ, som fridlös går
152 Hören, sjuka, trötta själar
153 Kära själ, som irrar fjärran
154 Friköpt från skulden - härliga frälsning
```

## Kallelse, väckelse och frälsning
```
155 Endast ett steg till Jesus, o själ
156 Säg, vi dröjer du att skyndsamt ila
157 Herren Jesu uti nåd
158 Nu är en salig och fröjdfull tid
159 Från Golgata en ström utgår
160 Frukta ej, betryckta själ
```